# Suvarte Soedarmadji
Suvarte Soedarmadji (6 de dezembro de 1915 - 1979) foi um futebolista das Índias Orientais Holandesas (atual Indonésia) que jogava como atacante.

## Carreira
Suvarte Soedarmadji gogava pelo HBS Soerabaja quando foi convocado para a Copa. fez parte do elenco da histórica Seleção das Índias Orientais Holandesas que disputou a Copa do Mundo de 1938.

## Ligações Externas
- Perfil em Fifa.com (em inglês)